# Сент-Клэр (округ, Иллинойс)
Сент-Клэр (англ. St. Clair County) — округ в штате Иллинойс, США. Официально образован в 1790 году. По состоянию на 2010 год, численность населения составляла 270 056 человек.
Назван в честь Артура Сент-Клэра.

## География
По данным Бюро переписи США, общая площадь округа равняется 1 745,662 км2, из которых 1 704,222 км2 — суша, и 41,440 км2, или 2,400 % — это водоёмы.

## Население
По данным переписи населения 2000 года в округе проживает 256 082 жителя в составе 96 810 домашних хозяйств и 67 282 семьи. Плотность населения составляет 149,00 человек на км2. На территории округа насчитывается 104 446 жилых строений, при плотности застройки около 61,00-ти строений на км2. Расовый состав населения: белые — 67,94 %, афроамериканцы — 28,77 %, коренные американцы (индейцы) — 0,26 %, азиаты — 0,91 %, гавайцы — 0,05 %, представители других рас — 0,80 %, представители двух или более рас — 1,29 %. Испаноязычные составляли 2,19 % населения независимо от расы.
В составе 34,50 % из общего числа домашних хозяйств проживают дети в возрасте до 18 лет, 48,10 % домашних хозяйств представляют собой супружеские пары, проживающие вместе, 17,10 % домашних хозяйств представляют собой одиноких женщин без супруга, 30,50 % домашних хозяйств не имеют отношения к семьям, 25,90 % домашних хозяйств состоят из одного человека, 10,30 % домашних хозяйств состоят из престарелых (65 лет и старше), проживающих в одиночестве. Средний размер домашнего хозяйства составляет 2,59 человека, и средний размер семьи — 3,13 человека.
Возрастной состав округа: 27,70 % — моложе 18 лет, 8,90 % — от 18 до 24, 29,20 % — от 25 до 44, 21,10 % — от 45 до 64, и 21,10 % — от 65 и старше. Средний возраст жителя округа — 35 лет. На каждые 100 женщин приходится 91,40 мужчин. На каждые 100 женщин старше 18 лет приходится 87,20 мужчин.
Средний доход на домохозяйство в округе составлял 39 148 USD, на семью — 47 409 USD. Среднестатистический заработок мужчины был 36 569 USD против 25 773 USD для женщины. Доход на душу населения составлял 18 932 USD. Около 11,80 % семей и 14,50 % общего населения находились ниже черты бедности, в том числе — 21,60 % молодежи (тех, кому ещё не исполнилось 18 лет) и 9,80 % тех, кому было уже больше 65 лет.